# Brandon Flynn
Brandon Paul Flynn (ur. 11 października 1993 w Miami) – amerykański aktor telewizyjny, filmowy i teatralny.

## Życiorys

### Wczesne lata
Urodził się w Miami na Florydzie w rodzinie Żydów aszkenazyjskich. Jego ojciec miał także pochodzenie irlandzkie, angielskie i szkockie. Miał dwie siostry - Jaime i Danielle. Uczęszczał do New World School of the Arts. W 2016 ukończył studia na wydziale artystycznym w Mason Gross School of the Arts na Uniwersytecie Rutgersa w New Jersey z tytułem bachelor’s degree ze sztuk pięknych.

### Kariera
W wieku dziesięciu lat zadebiutował w roli aktorskiej jako bosman Plama w musicalu Piotruś Pan. W 2016 grał Mike’a w serialu BrainDead. W 2017 wcielał się w postać Luke’a w off-Broadwayowskiej sztuce Kid Victory wystawianej przez Vineyard Theatre.
Występował w różnych reklamach, grając reportera w programie CWW FL Kidcare Health, głównego reżysera w filmie Paramedycy (Sirens) i Sida w Lost and Gone Forever. Flynn zagrał także w jedenastu sztukach, w tym Wiele hałasu o nic i Czarownice z Salem.
W 2017 przyjął rolę Justina Foleya w serialu Netflixa Trzynaście powodów. W lutym 2018 dołączył do obsady serialu Detektyw, w którym gra Ryana Petersa.

## Życie prywatne
We wrześniu 2017 ujawnił się jako reprezentant środowiska LGBT. W latach 2016–2017 spotykał się z Milesem Heizerem. Od września 2017 do czerwca 2018 był związany z brytyjskim piosenkarzem Samem Smithem. Od lutego do listopada 2019 spotykał się z Richardem Maddenem.

## Filmografia

### Filmy
- 2017: Home Movies (film krótkometrażowy) w roli samego siebie
- 2018: Binge (film krótkometrażowy) jako Johnny
- 2018: Trzynaście powodów (13 Reasons Why: Season 3 Promo, film krótkometrażowy) jako Justin Foley
- 2020: Looks That Kill jako Max Richards

### Seriale TV
- 2016: BrainDead jako Mike
- 2017–2020: Trzynaście powodów (13 Reasons Why) jako Justin Foley
- 2019: Detektyw (True Detective) jako Ryan Peters
- 2020: Acting for a Cause jako Merkucjo / Ofelia
- 2020: Day by Day jako Ben
- 2020: Ratched jako Henry Osgood